# Wegelius
Wegelius är en av Finlands största kultursläkter.
Släkten härstammar från Jakob Eriksson (avliden 1692), bonden på Uppala hemman i Seinäjoki, vilken då var en by i Ilmola socken. Han hade sex söner, varav två slog in på den lärda banan och antog namnet Wegelius efter de finska orden "seinä", som betyder "vägg", och "joki", som betyder "älv", alltså wegg-elfius.